# El Puig
El Puig ou el Puig de Santa Maria (em valenciano e oficialmente), também conhecido apenas como Puig, é um município da Espanha na província de Valência, Comunidade Valenciana. Tem 26,8 km² de área e em 2021 tinha 8 737 habitantes (densidade: 326 hab./km²).

## Demografia
| Variação demográfica do município entre 1991 e 2004[carece de fontes?] | Variação demográfica do município entre 1991 e 2004[carece de fontes?] | Variação demográfica do município entre 1991 e 2004[carece de fontes?] | Variação demográfica do município entre 1991 e 2004[carece de fontes?] |
| ---------------------------------------------------------------------- | ---------------------------------------------------------------------- | ---------------------------------------------------------------------- | ---------------------------------------------------------------------- |
| 1991                                                                   | 1996                                                                   | 2001                                                                   | 2004                                                                   |
| 6428                                                                   | 6868                                                                   | 7352                                                                   | 7851                                                                   |